# ژان ویکتور آلارد
ژان ویکتور آلارد (انگلیسی: Jean Victor Allard; ۱۲ ژوئن ۱۹۱۳ – ۲۳ آوریل ۱۹۹۶) فرد نظامی اهل کانادا بود. وی همچنین برندهٔ جوایزی همچون نشان امپراتوری بریتانیا شده‌است.